# Фјуменаро
Фјуменаро је насеље у Италији у округу Агриђенто, региону Сицилија.
Према процени из 2011. у насељу је живело 266 становника. Насеље се налази на надморској висини од 30 м.